# Georgina Harland
Georgina Claire Harland (Canterbury, 14 aprile 1978) è una pentatleta britannica.

## Palmarès
In carriera ha conseguito i seguenti risultati:
- Giochi olimpici:

Atene 2004: bronzo nel pentathlon moderno individuale.
- Mondiali:

Budapest 1999: oro nel pentathlon moderno staffetta a squadre.
Pesaro 2000: argento nel pentathlon moderno a squadre.
Millfield 2001: oro nel pentathlon moderno staffetta a squadre e bronzo individuale.
San Francisco 2002: bronzo nel pentathlon moderno individuale.
Pesaro 2003: oro nel pentathlon moderno a squadre.
Mosca 2004: oro nel pentathlon moderno a squadre.
Città del Guatemala 2006: argento nel pentathlon moderno a squadre e staffetta a squadre.
- Europei

Székesfehérvár 2000: oro nel pentathlon moderno staffetta a squadre ed argento a squadre.
Sofia 2001: oro nel pentathlon moderno a squadre e bronzo staffetta a squadre.
Usti nad Labem 2002: oro nel pentathlon moderno a squadre ed argento staffetta a squadre.
Usti nad Labem 2003: oro nel pentathlon moderno individuale e bronzo a squadre.
Budapest 2006: oro nel pentathlon moderno a squadre.
Riga 2007: oro nel pentathlon moderno staffetta a squadre ed argento a squadre.